# Quirino da Silva
Quirino da Silva (Rio de Janeiro, 5 de junho de 1897 — São Paulo, 3 de agosto de 1981) foi um crítico de arte, pintor, escultor, desenhista, ceramista e gravador brasileiro.
Foi o idealizador e organizador dos Salões de Maio na capital paulista, exposições de artes que tiveram três edições nos anos 1937, 1938 e 1939. O último, em razão de uma divergência entre os primeiros organizadores, funcionou sob responsabilidade única de Flávio de Carvalho.